# Aimé Van Lent
Aimé Joseph Adela Van Lent (Lokeren, 22 januari 1927 - 18 april 2003) was een Belgisch politicus voor de BSP en diens opvolger SP.

## Levensloop
Licentiaat in de bestuurswetenschappen, werd Van Lent beroepshalve rijksambtenaar. Ook was hij kabinetschef van Roger De Kinder, provinciegouverneur van Oost-Vlaanderen.
In 1958 werd hij voor de BSP gemeenteraadslid van Lokeren en van 1961 tot 1968 was hij provincieraadslid van Oost-Vlaanderen.
In 1968 werd hij verkozen tot lid van de Kamer van volksvertegenwoordigers voor het arrondissement Sint-Niklaas en vervulde dit mandaat tot in 1979. In de periode december 1971 tot juni 1979 had hij als gevolg van het toen bestaande dubbelmandaat ook zitting in de Cultuurraad voor de Nederlandse Cultuurgemeenschap.
Van 1979 tot 1994 was hij vicegouverneur van de provincie Brabant, in deze hoedanigheid volgde hij Leo Cappuyns op.